# Weiler (Schorndorf)
Weiler/Rems ist mit über 4.300 Einwohnern der größte Stadtteil von Schorndorf im Rems-Murr-Kreis in Baden-Württemberg. Das Dorf liegt an der Rems auf rund 250 Metern über Normalnull rund zwei Kilometer westlich der Kernstadt. Der Namenszusatz Rems dient der Unterscheidung von anderen Orten mit dem Namen Weiler.

## Geschichte

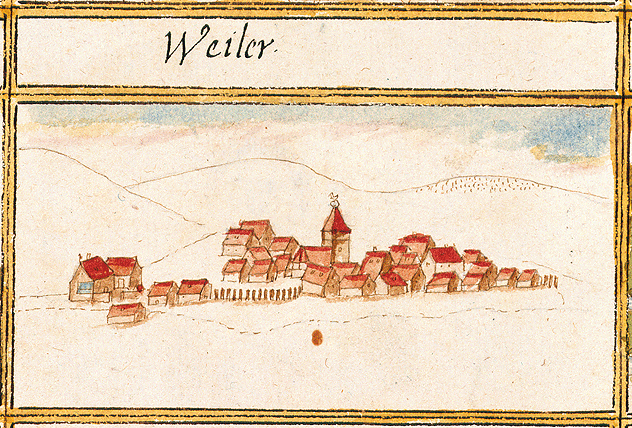
Weiler 1685 (Ansicht aus den Forstlagerbüchern von Andreas Kieser)

Weiler wurde erstmals im Jahr 1293 in der „Lorcher Urkunde“ erwähnt, in der Graf Eberhard von Württemberg den Schutz des Klosters Lorch und dessen Besitzungen, darunter Weiler, übernahm. In der älteren Literatur wird als Jahr der Ersterwähnung 1206 genannt, in dem Heinrich Marschall von Pappenheim einen Gütertausch zwischen seinem Vater und dem Kloster Adelberg zustimmte. Dabei wurde ein Gut in Weiler gegen eines in Göppingen getauscht. Die neuesten Erkenntnisse deuten jedoch darauf hin, dass es sich hierbei um Weiler bei Ebersbach an der Fils handelte.
Im Jahr 1684 erhielt Weiler eine Schule, in der das Wohnzimmer des Schulmeisters auch das Klassenzimmer war.
Um 1880 entstand anstelle der alten Ziegelhütte die Dampfziegelei G. Groß, die bis 1976 der größte Arbeitgeber in Weiler war. Seither nimmt diesen Platz die Firma Oskar Frech GmbH ein, die vor Ort rund 320 Personen beschäftigt.
Im Zuge der Gebietsreform verlor die Gemeinde Weiler/Rems am 1. Januar 1973 ihre Eigenständigkeit und wurde in die Stadt Schorndorf eingemeindet.

## Städtepartnerschaften
Im Mai 1966 schloss die Gemeinde eine Partnerschaft mit Radenthein in Kärnten ab, die bis heute durch regelmäßige Besuche gepflegt wird.

## Kirchen

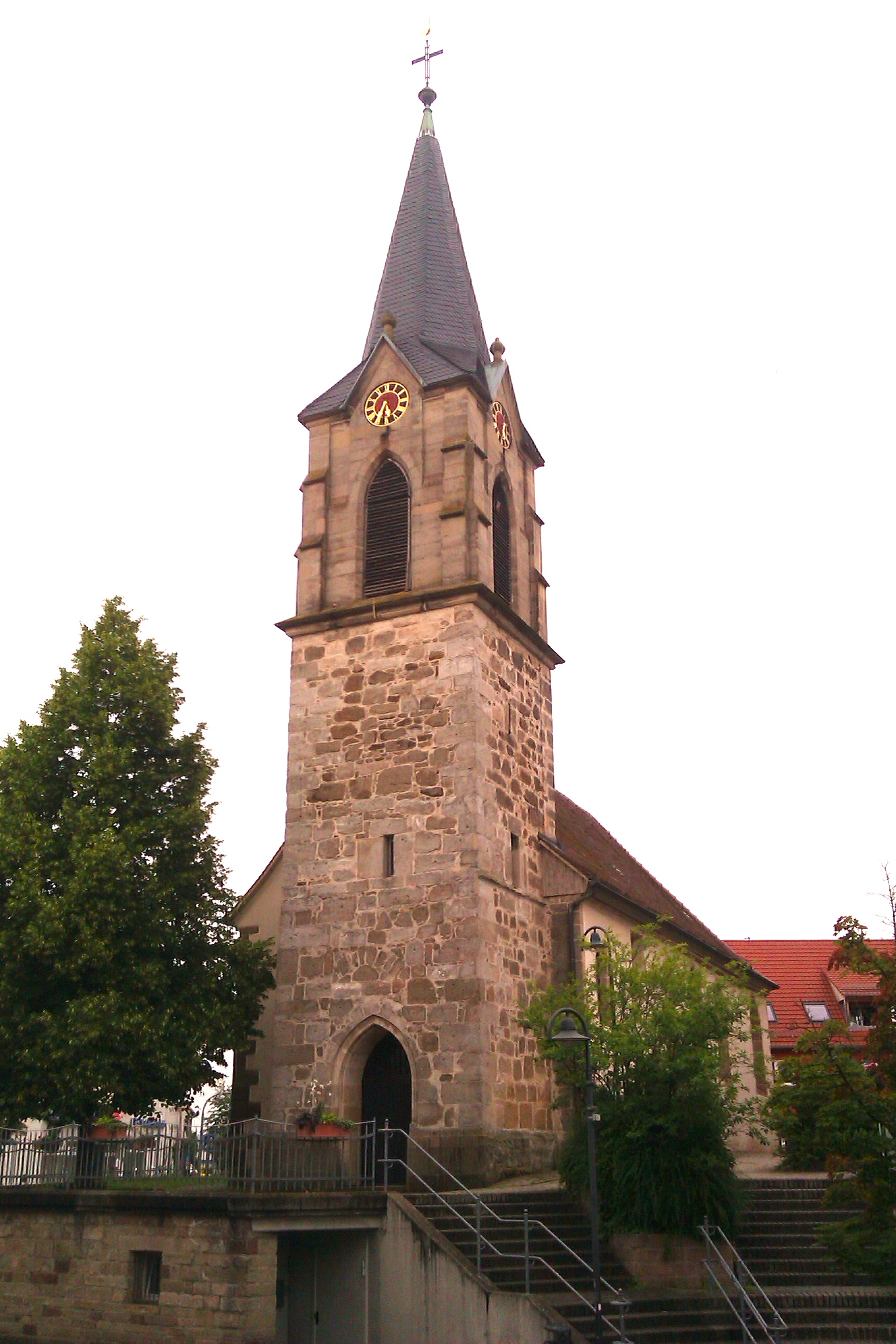
Evangelische Kirche

Im Jahr 1359 wurde die heute evangelische Kirche erstmals urkundlich erwähnt und dem Heiligen Kreuz geweiht. Eine eigene Pfarrei bekam Weiler erst 1852, zuvor wurde die Kirche von Schorndorfer Pfarrern betreut. Im Jahr 1742 wurde die Kirche nach Norden erweitert und die Männerempore erbaut. 1879 wurde der Kirchturm umgestaltet und im Jahr 1962 konnte die neu renovierte Kirche wieder eingeweiht werden.
Weil Weiler 1963 über 630 katholische Gemeindemitglieder zählte, wurde eine katholische Kirche westlich des Friedhofs erbaut, die am 30. Oktober 1966 eingeweiht werden konnte und dem Heiligen Stephanus geweiht wurde.
Seit 1950 besitzt die „Gemeinde Gottes“, die ab 1941 Gottesdienste in privaten Räumen abgehalten hatte, eine eigene kleine Kirche.

## Politik
Weiler bildet auf dem Gebiet der 1973 eingegliederten Gemeinde Weiler/Rems eine Ortschaft im Sinne der baden-württembergischen Gemeindeordnung mit eigenem aus 14 Mitgliedern bestehendem Ortschaftsrat.

## Wappen
Das Weilermer Wappen besteht aus einem gelben (goldenen) Schild, auf dem ein aus drei ineinander verschränkten Dreiecken gebildetes, schwarzes Fünfeck liegt (vgl. Drudenfuß (Heraldik)). Es wurde als Fleckenzeichen Weilers erstmals im Jahr 1686 nachgewiesen und ist noch heute auf alten Marksteinen zu finden. Der blaue Wellenbalken soll auf die Nähe zur Rems verweisen. Das Wappen wurde am 8. Dezember 1958 vom Innenministerium Baden-Württemberg verliehen. Die Wappenfarben sollen an die Zugehörigkeit zu Baden-Württemberg erinnern, zur Unterscheidung von der Landesflagge wurde für die Weilermer Flagge Blau-Gelb gewählt.

## Einrichtungen

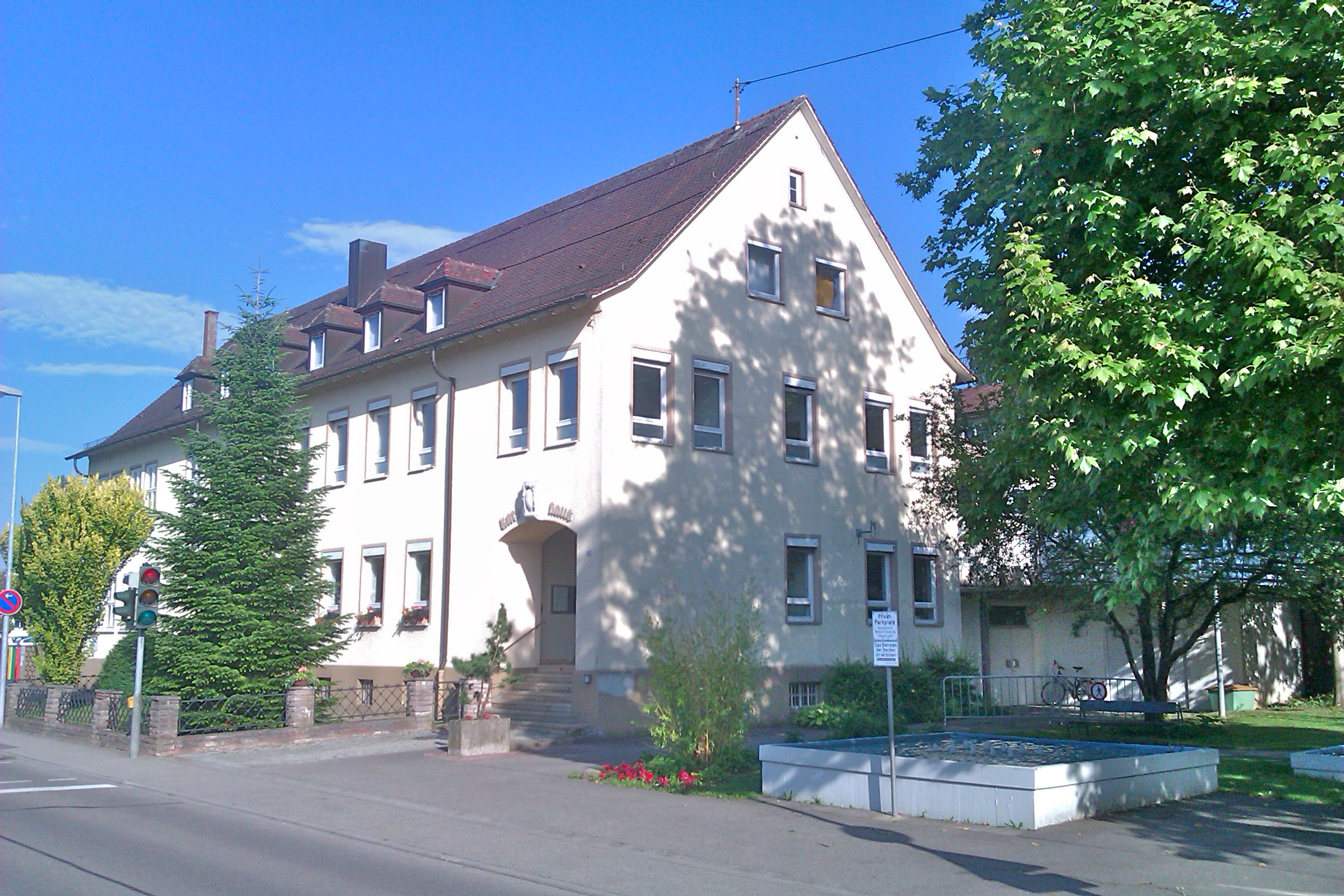
Ehemaliges Rathaus

In Weiler gibt es ein Freibad, eine Mehrzweckhalle, die Reinhold-Maier-Grundschule, mehrere Spielplätze, eine Sportanlage, einen Bolzplatz sowie mehrere Kindergärten. Seit 2007 verzeichnet das von Margarethe und Frank Zimmermann reaktivierte Heimatmuseum im Weiler Rathaus zunehmendes Besucherinteresse.
Das Weilermer Bädle (Freibad) ist das älteste Freibad im Rems-Murr-Kreis. Es wurde 1927 vor allem durch Mitglieder des Turnvereins gebaut und 1929 eingeweiht. Seit 1994 wird das Freibad vom Förderverein zur Erhaltung des Freibads Weiler e. V. in Eigenregie betrieben.

## Verkehr
Weiler liegt an der Landstraße 1150, die von Welzheim über Schorndorf nach Winterbach führt. Außerdem ist Weiler (Rems) an der Bahnstrecke Stuttgart-Bad Cannstatt–Aalen Halt der Linie S2 der S-Bahn Stuttgart, die Schorndorf über Waiblingen, Bad Cannstatt, Stuttgart und den Stuttgarter Flughafen mit Filderstadt verbindet. Auch die Buslinie 245 des Verkehrs- und Tarifverbundes Stuttgart verbindet Weiler mit Schorndorf.